# Teatro KiMo
El Teatro KiMo es un teatro y un hito histórico ubicado en la esquina noreste de Central Avenue y Fifth Street de Albuquerque, la ciudad más poblada del estado de Nuevo México (Estados Unidos). Fue construido en 1927 en la extravagante en una mezvcla de estilos art déco y neopueblo, que es una mezcla de estilos de construcción de adobe (esquinas y bordes redondeados), motivos decorativos de las culturas indígenas y las líneas altísimas y la repetición lineal que se encuentra en la arquitectura art déco estadounidense.

## Historia
El KiMo fue concebido por el empresario italoestadounidense Oreste Bachechi y su esposa, Maria Franceschi Bachechi. Fue el deseo de la señora Bachechi de rendir homenaje a los nativos americanos que habían acogido a la familia Bachechi como parte de la suya. Después de muchos viajes y reuniones con varios arquitectos tanto en Nuevo México como en California, el diseño fue aceptado por Carl Boller de la firma de arquitectura Boller Brothers, quien llevó a cabo una extensa investigación sobre las culturas y estilos de construcción del suroeste antes de presentar su diseño. El teatro es un edificio de estuco de tres pisos con la característica de masa escalonada de la arquitectura de la cultura pueblo, así como las enjutas empotradas y el fuerte empuje vertical de los rascacielos art déco. Tanto el exterior como el interior del edificio incorporan una variedad de motivos indígenas, como la hilera de escudos de terracota sobre las ventanas del tercer piso.
En junio de 1927, el Albuquerque Journal patrocinó un concurso para elegir un nombre para el nuevo teatro, con un premio de 50 dólares para el ganador. Las reglas estipulaban que el nombre "debe estar en consonancia con este Teatro verdaderamente americano, cuya arquitectura es una combinación de azteca, navajo y pueblo". Debe ser un nombre indio. El nombre no debe tener más de seis letras ". Se recibieron más de 500 entradas de todo el estado. Pablo Abeita, el exgobernador de Pueblo de Isleta, fue elegido como el ganador por su sugerencia de "Kimo", que significa "león de montaña" (a veces traducido libremente como "rey de las bestias"). La entrada en segundo lugar fue "Eloma".
El teatro abrió el 19 de septiembre de 1927, con un programa que incluía bailarines y cantantes nativos americanos, una actuación en el órgano de teatro Wurlitzer de 18 000 dólares recientemente instalado y la película de comedia Painting the Town. Los dignatarios en el evento incluyeron al senador Sam G. Bratton, el exgobernador Arthur T. Hannett y el presidente de la Comisión de la Ciudad Clyde Tingley, mientras que estrellas de Hollywood como Mary Pickford y Douglas Fairbanks enviaron telegramas de felicitación. Cecil B. DeMille escribió: "La construcción de tal teatro es una prueba definitiva del gran progreso que está logrando esta industria nuestra".
En 1935, la familia Bachechi fusionó sus intereses teatrales con los de Joseph Barnett, incluido el Sunshine Theatre, que puso a la mayoría de los teatros de Albuquerque bajo la misma propiedad. En 1952, la cadena Albuquerque Exhibitors controlaba 10 teatros locales y tenía 170 empleados. La compañía arrendó sus teatros en 1956 a la cadena Frontier Theaters con sede en Texas, que fue adquirida por Commonwealth Theatres en 1967. Commonwealth cerró el teatro en 1970, después de lo cual fue alquilado durante algunos años por el Albuquerque Music Theatre y luego comenzó a proyectar películas para adultos.
En 1977, el teatro había caído en mal estado debido a un incendio. La ciudad de Albuquerque ofreció comprar el edificio a una fracción de su valor o condenarlo y luego demolerlo. La familia decidió que era mejor preservar el teatro para las generaciones futuras y vendió el teatro a la ciudad de Albuquerque. Ha pasado por varias fases de restauración continua para devolverle su antiguo esplendor y una vez más está abierto al público para actuaciones. La preservación más reciente se completó en 2000 con la instalación de nuevos asientos y alfombra, cortina del escenario principal, nueva cabina de tecnología, posiciones de iluminación escondidas entre y detrás de "vigas" en el techo y una recreación del arco proscenio original de KiMo. El aforo del auditorio era de 650 asientos al finalizar la restauración.
En 2011, la ciudad encargó una réplica del letrero de neón original del teatro, que se instaló alrededor de 1929 y se eliminó en algún momento de la década de 1950. El letrero completo, que mide 7 m altura por 2 m ancho y con un costo de $ 16.000, se instaló en junio de 2011.

## Galería

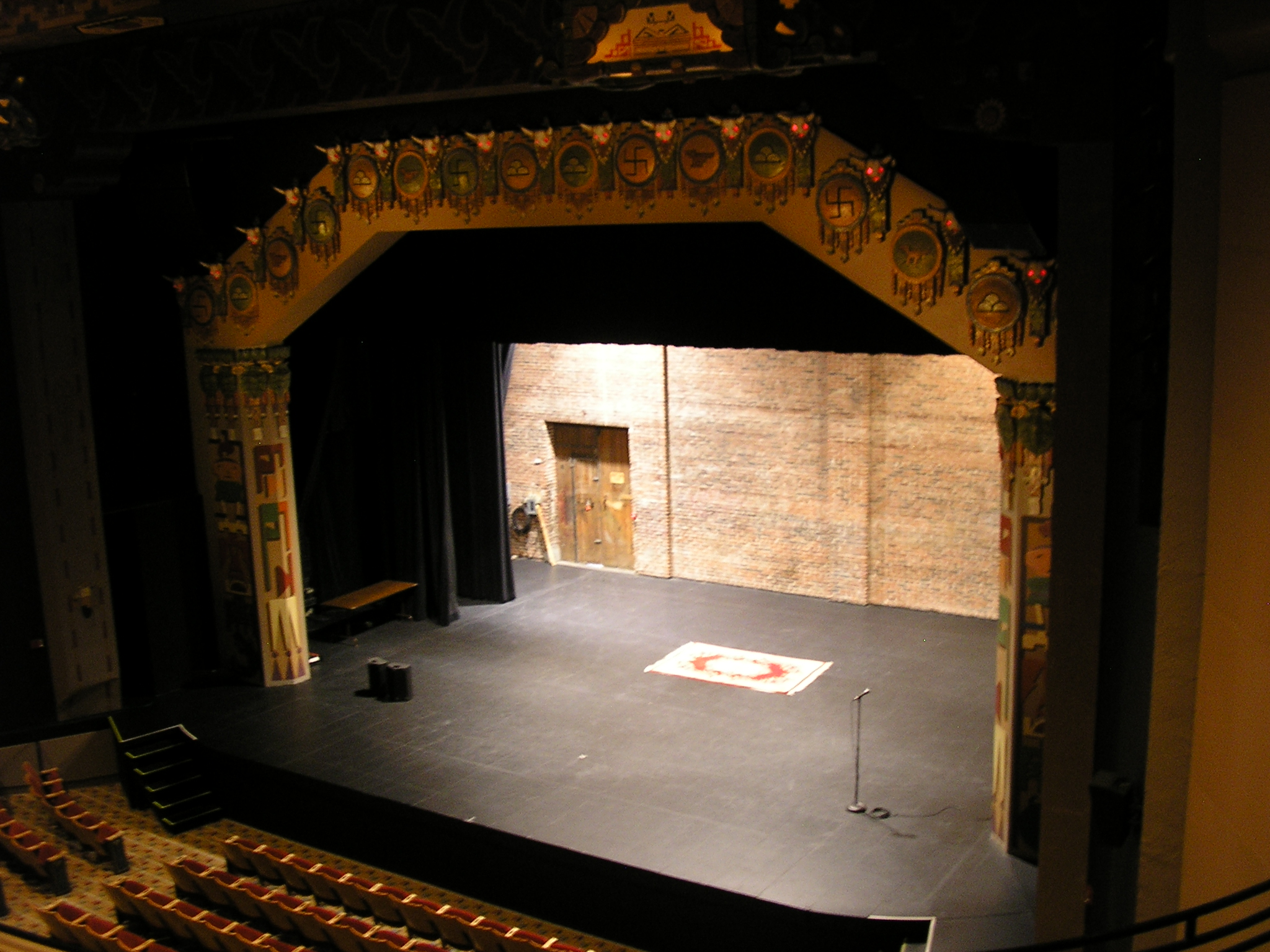
Interior del teatro KiMo.
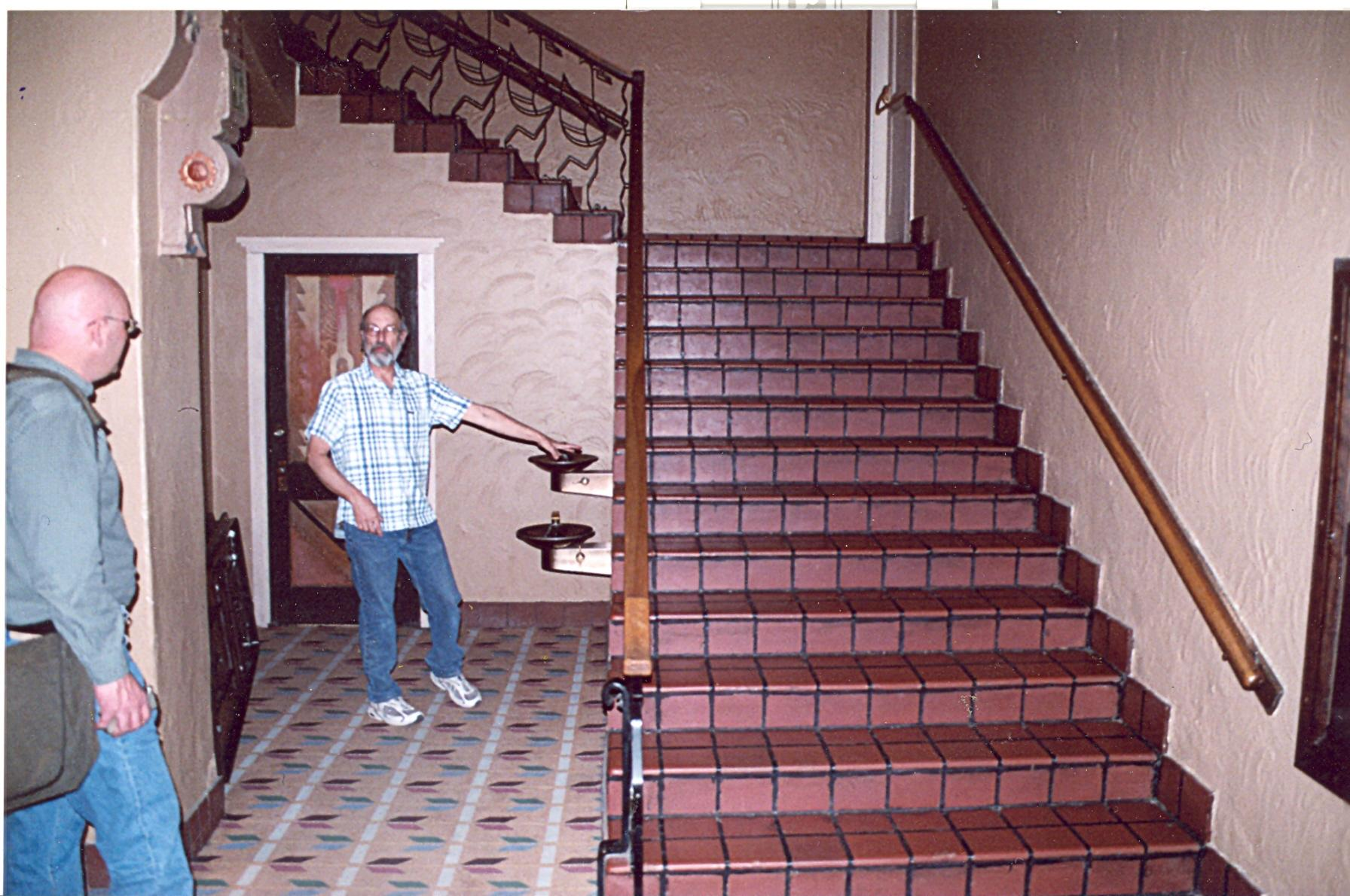
Lugar de una explosión de 1951 que provocó una historia de fantasmas.
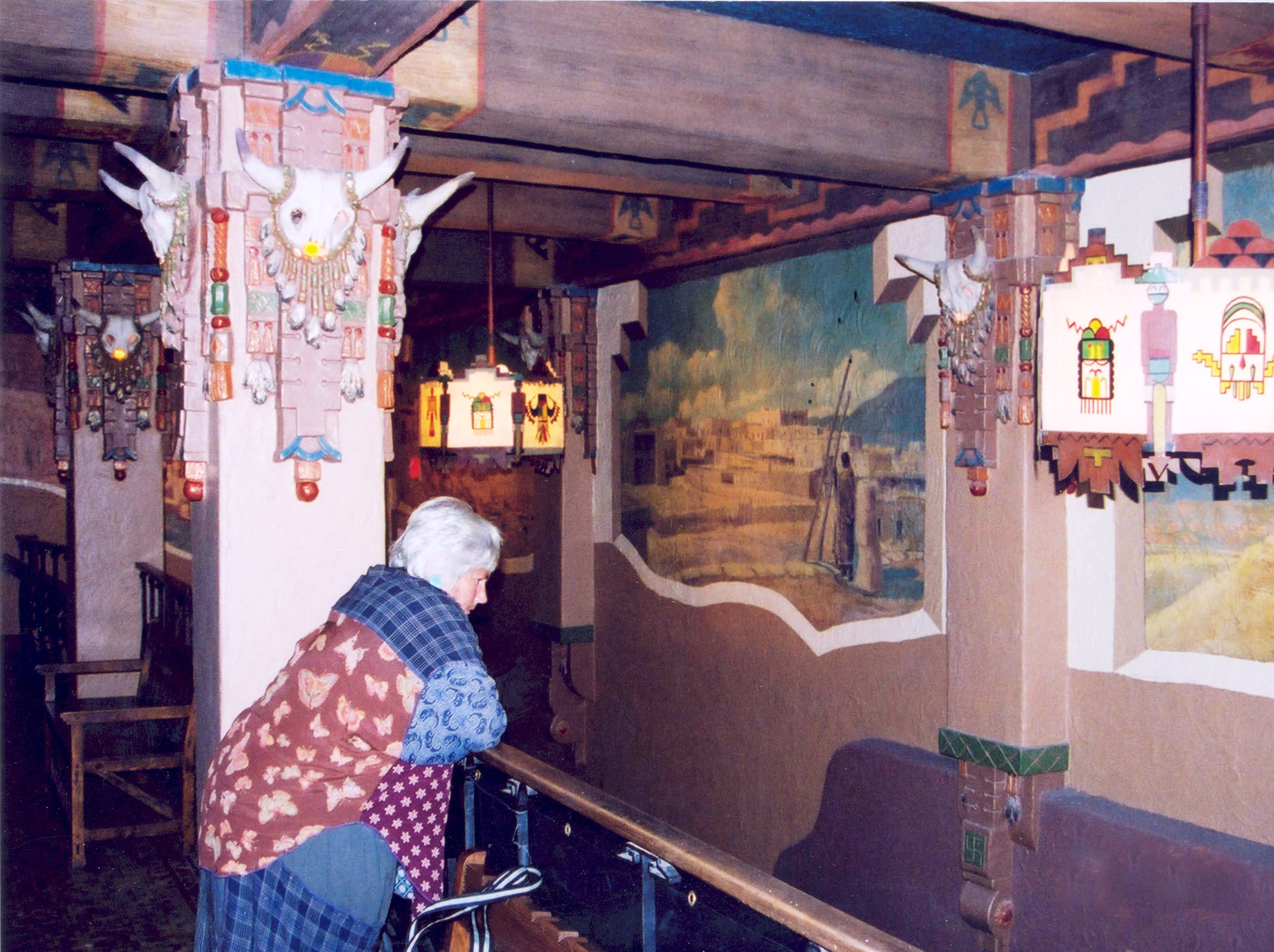
Interior del teatro
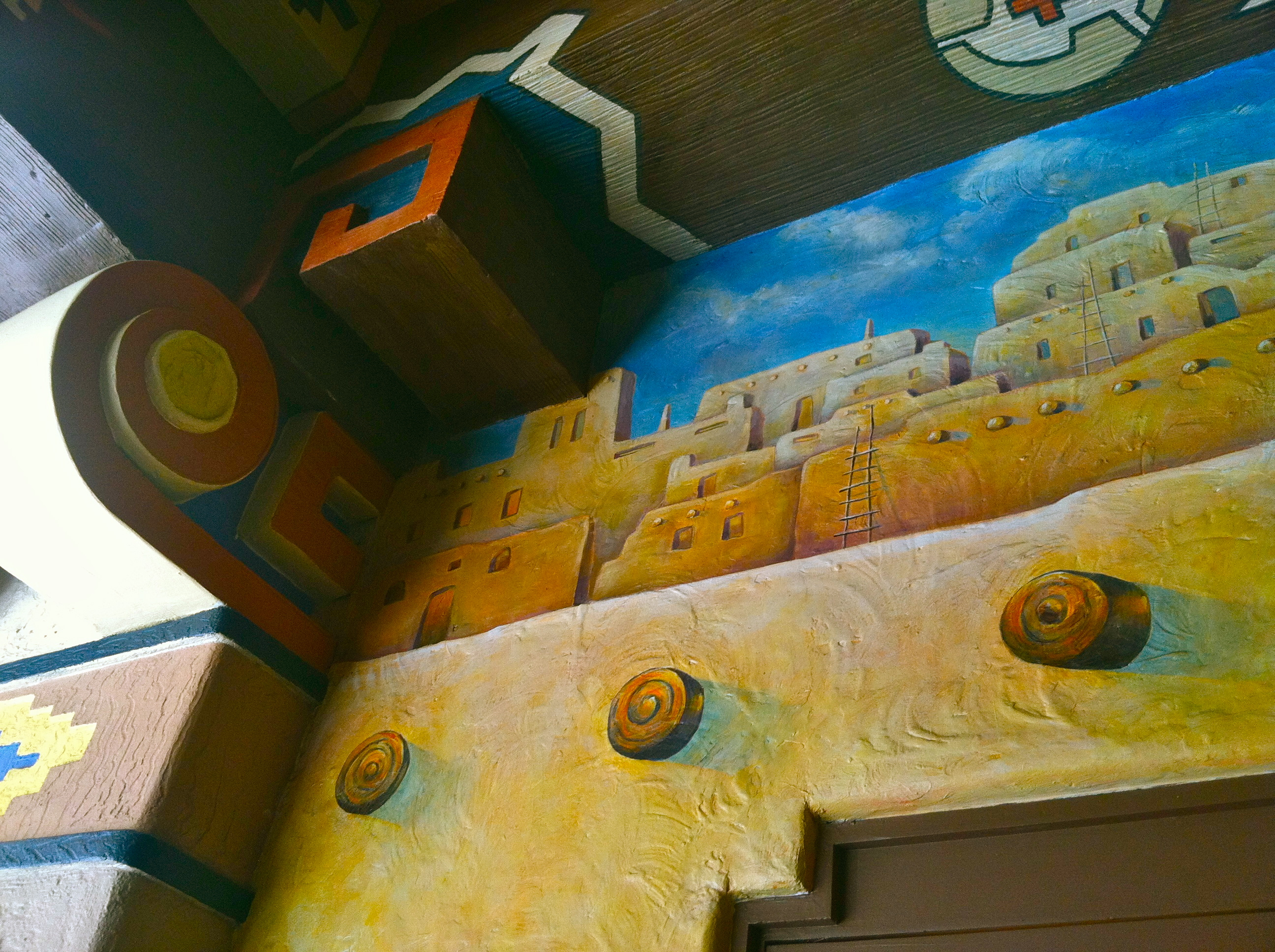
Detalle del teatro